# Pararge limbojuncta
Pararge limbojuncta är en fjärilsart som beskrevs av Stammeshaus 1954. Pararge limbojuncta ingår i släktet Pararge och familjen praktfjärilar. Inga underarter finns listade i Catalogue of Life.